# Адонара
Адонара (индон. Pulau Adonara) — один из островов архипелага Солор, который является частью Малых Зондских островов. В административном отношении входит в состав округа Восточный Флорес индонезийской провинции Восточная Нуса-Тенгара.
Расположен к востоку от острова Флорес, к северо-востоку от острова Солор и к западу от острова Ломблен. Максимальная высота — 1659 м над уровнем моря (вулкан Или-Боленг); длина береговой линии — 104,6 км. Площадь Адонары — 497 км². Крупнейший населённый пункт — деревня Вайверанг.
Население острова говорит на языке адонара, который относится к австронезийской языковой семье.